# Alice Moindrot
Alice Moindrot (20 de agosto de 1999) es una deportista de Francia que compite en atletismo. Ganó una medalla de bronce en el Campeonato Mundial de Atletismo Sub-20 de 2018, en la prueba de salto con pértiga.